# 2012년 4월
| 2012년: 1월 · 2월 · 3월 · 4월 · 5월 · 6월 · 7월 · 8월 · 9월 · 10월 · 11월 · 12월 |

| <           | 2012년 4월 | 2012년 4월 | 2012년 4월 | 2012년 4월 | 2012년 4월 | >             |
| 일          | 월         | 화         | 수         | 목         | 금         | 토            |
| 1 3.11 임진 | 2 12 계사  | 3 13 갑오  | 4 14 을미  | 5 15 병신  | 6 16 정유  | 7 17 무술     |
| 8 18 기해   | 9 19 경자  | 10 20 신축 | 11 21 임인 | 12 22 계묘 | 13 23 갑진 | 14 24 을사    |
| 15 25 병오  | 16 26 정미 | 17 27 무신 | 18 28 기유 | 19 29 경술 | 20 30 신해 | 21 윤3.1 임자 |
| 22 2 계축   | 23 3 갑인  | 24 4 을묘  | 25 5 병진  | 26 6 정사  | 27 7 무오  | 28 8 기미     |
| 29 9 경신   | 30 10 신유 |            |            |            |            |               |

| - 4월 11일 - 대한민국 제19대 총선 - 4월 22일 - 프랑스 대통령 선거 편집하기 |

## 2012년4월 30일(월요일)
사고
- 인도 아삼주의 브라마푸트라강에서 여객선이 침몰해 최소 103명이 사망하다.

## 2012년4월 29일(일요일)
국제관계
- 일본 정부가 동중국해에서 중화인민공화국과 영토 분쟁을 빚고 있는 베트남 등 3개국에 대해 경비정을 제공하기로 하다. 연합뉴스

## 2012년4월 28일(토요일)
집회/시위/국제관계
- 사우디아라비아가 이집트 인권변호사 아흐메드 알기지위의 구속과 관련된 항의 시위가 일어나자 시위 장소인 이집트 주재 사우디아라비아 대사관을 폐쇄하다.

## 2012년4월 27일(금요일)
군사/테러
- 파키스탄에 거주중이던 오사마 빈 라덴의 유족 전원이 모두 사우디아라비아로 추방되다.
- 우크라이나의 드니프로페트로우스크에서 연쇄 폭탄 테러가 일어나 최소 29명이 다치다.

## 2012년4월 26일(목요일)
정치
- 오자와 이치로가 정치자금 문제와 관련하여 법원으로부터 무죄를 선고받다.
- 시에라리온 내전에 개입한 혐의로 국제 재판에 회부된 라이베리아의 전 대통령 찰스 테일러가 유죄 판결을 받다.

## 2012년4월 25일(수요일)
사회
- 대한민국 정부가 미국산 쇠고기 검역중단을 보류하다.

## 2012년4월 24일(화요일)
사회
- 미국 캘리포니아주 목장에서 광우병에 걸린 소가 확인되다.

## 2012년4월 22일(일요일)
선거
- 진출하다.

사회
- 중화인민공화국의 인권 운동가 천광청이 가택 연금에서 탈출해 베이징 주재 미국 대사관으로 피신하다.

## 2012년4월 20일(금요일)
경제
- 한국이 국제 통화 기금의 재원 확충으로 150억 달러를 지원하기로 하다.

사고
- 파키스탄 이슬라바마드 인근에서 항공기 추락 사고로 탑승객 및 승무원 전원(127명)이 사망하다.

정치
- 논문 표절 논란으로 19대 국회의원 당선자 문대성이 새누리당을 탈당하다.

## 2012년4월 17일(화요일)
사회
- 크리스티나 페르난데스 아르헨티나 대통령이 다국적 에너지 기업인 YPF를 국유화하는 법안을 국회에 제출해 논란이 일다.

경제
- 삼성전자와 애플이 특허 소송을 진행 중인 가운데 미국 캘리포니아 법원은 양자 협상을 위한 콘퍼런스를 지시하다.

## 2012년4월 16일(월요일)
사회
- 김용이 세계은행 총재로 공식 선출되다.

## 2012년4월 15일(일요일)
군사/테러
- 국제 연합 안전 보장 이사회가 시리아의 감시단을 파견한다는 내용의 안보리 결의안 2042호를 채택하다.

사회
- 스페인 국왕 후안 카를로스가 코끼리 사냥 목적으로 보츠와나를 방문한 사실이 드러나 논란이 일다.

## 2012년4월 14일(토요일)
시위/분쟁
- 아일랜드에서 노동당 100주년 기념 집회가 열린 가운데, 정부의 긴축 정책에 반대하는 시민들이 삼색기를 씌운 관을 들고 시위를 벌이다. (더 벨파스트 텔레그래프)
- 2011~2012년 바레인 봉기: 바레인에서 15세의 소년이 경찰이 쏜 총에 의해 가슴을 맞아 숨지다. (알자지라)
- 수단군과 남수단군 간의 국경 충돌이 벌어지는 가운데, 수단군이 남수단군에 의해 점령된 헤그리그 시로 진격하다. (알자지라)

재해
- 미국 중서부에 토네이도가 상륙해 오클라호마에 우박이 내리다. (CNN)

국제관계
- 미국, 러시아, 중국 등의 세계 열강들이 이란과의 핵 프로그램 관련 회담을 실시하다. (뉴욕 타임스)

스포츠
- 이탈리아의 전 축구선수 피에르마리오 모로시니가 사망하다. (BBC)

## 2012년4월 13일(금요일)
사회
- 조선민주주의인민공화국이 로켓을 발사하였으나 실패하다.
- 세르비아에서 세잔의 그림을 훔친 강도단이 검거되다.

군사
- 네덜란드 해군이 소말리아 해적선을 나포해 12명을 구출하다.

## 2012년4월 12일(목요일)
경제
- 구글이 1분기 실적을 발표하면서 기존 주식 1주를 2주로 나누는 2:1 주식분할을 발표하다.

## 2012년4월 11일(수요일)
사회
- 조선민주주의인민공화국의 조선로동당이 대표자회의를 열어 김정은을 로동당 제1비서로 추대하다.

재난/재해
- 인도네시아 북부 수마트라섬에서 규모 8.7의 강진이 발생하다.

선거
- 대한민국 제19대 총선 투표가 오전 6시부터 오후 6시까지 실시되다.

## 2012년4월 10일(화요일)
IT
- 마이크로소프트에서 윈도우 비스타의 메인스트림 지원을 중단했다.

## 2012년4월 9일(월요일)
사회
- 대한민국 경기도 수원시 20대 여성 납치살인사건과 관련하여 안이한 대처에 대한 비난이 일자 조현오 경찰청장이 대국민 사과를 하고 사의를 표명하다.

## 2012년4월 8일(일요일)
사고
- 아르헨티나에서 버스 추락 사고로 60여명의 인명 피해가 발생하다.

재난/재해
- 브라질 리우데자네이루에서 산사태와 홍수로 6명의 인명 피해가 발생하다.

## 2012년4월 7일(토요일)
사고
- 미국의 한 전투기가 아파트 단지에 떨어지는 사고가 발생하다.

## 2012년4월 6일(금요일)
군사/테러
- 말리의 투아레그 반군 조직 아자와드 해방국민운동이 군사 행동을 종료하고 아자와드의 독립을 선언하다.

## 2012년4월 5일(목요일)
군사/테러
- 아프가니스탄에서 자살폭발 테러로 미군 2명을 포함 7명이 사망하다.

부고
- 말라위의 대통령 빙구 와 무타리카가 78세의 나이로 사망하다.

## 2012년4월 4일(수요일)
사고
- 뉴욕 경찰이 프랑스 파리 대학교 총장[누가?]이 호텔 방에서 변사한 것과 관련하여 수사에 들어가다.

회의
- 캄보디아 프놈펜에서 ASEAN 정상회의가 열리다.

정치
- 세르비아 보리스 타디치 대통령이 사임하다.

## 2012년4월 3일(화요일)
사회
- 미국에서 한국계 미국인이 총기 난사 사건을 일으켜 7명이 사망하다.
- 토론토 대학교 연구팀이 100만년전의 인류가 최초로 불을 사용한 흔적을 발견하다.

재난/재해
- 대한민국과 일본 등지에서 강풍으로 많은 피해가 발생하다.

문화
- 대한민국의 한양미디어그룹에서 소속된 애니메이션 제작사인 허니비쥬얼을 설립하였다.

## 2012년4월 2일(월요일)
사고
- 러시아 시베리아 중부 지역에서 41명을 태운 여객기가 추락하여 32명이 사망하다.

정치
- 논문 표절로 논란이 되었던 슈미트 팔이 헝가리 대통령 직에서 물러나다.

## 2012년4월 1일(일요일)
선거
- 미얀마 보궐선거에서 아웅산 수지가 당선되다.

군사/테러
- 말리에서 가오, 키달에 이어 팀북투가 투아레그 반군에게 함락되다.